# Macrorhynchia racemifera
Macrorhynchia racemifera is een hydroïdpoliep uit de familie Aglaopheniidae. De poliep komt uit het geslacht Macrorhynchia. Macrorhynchia racemifera werd in 1883 voor het eerst wetenschappelijk beschreven door Allman. 